# San Juan de Ulúa

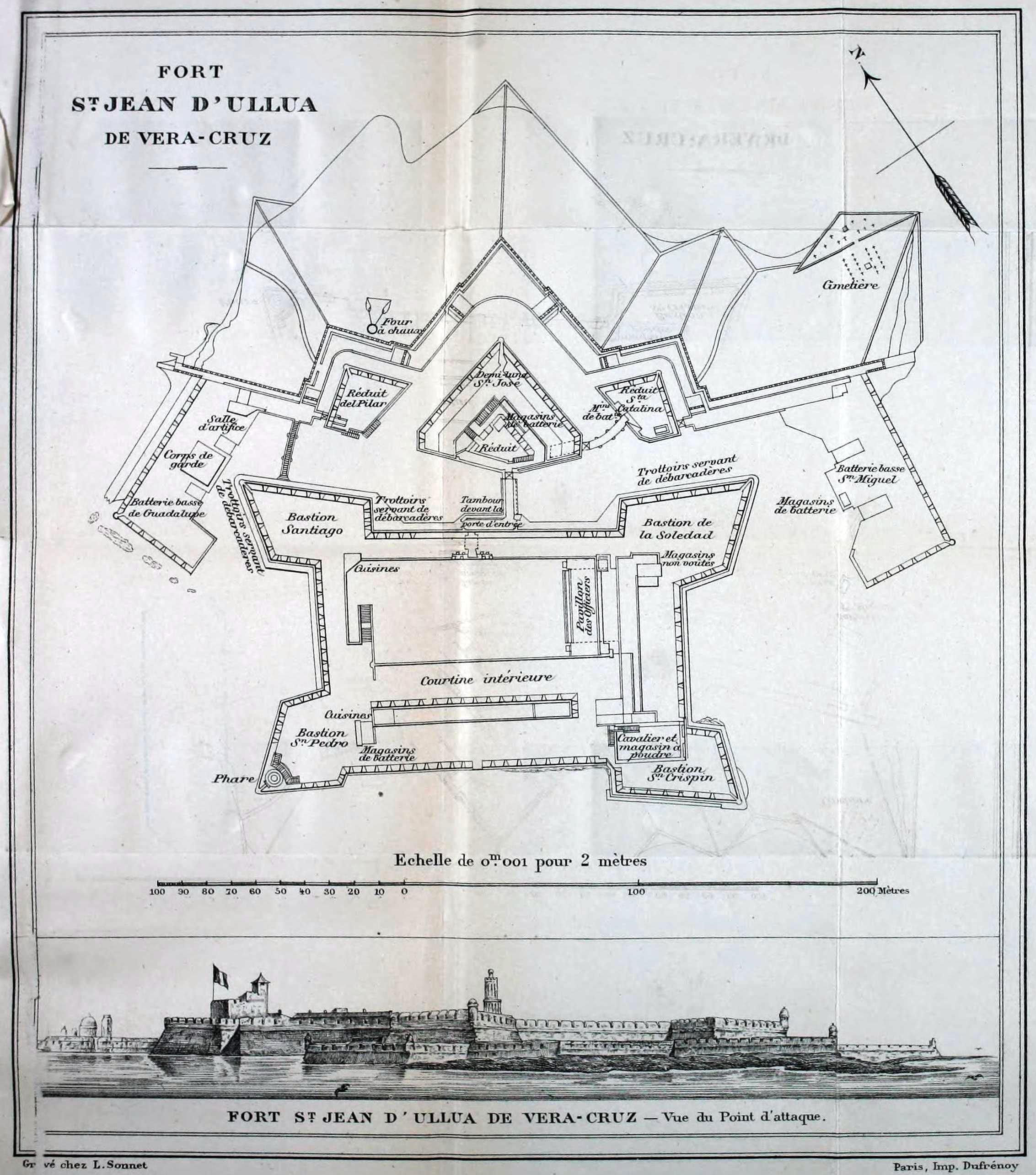
Pianta e vista panoramica del forte nel 1838 durante la guerra tra Francia e Messico.

San Juan de Ulúa è una fortezza e un porto costruito dagli spagnoli su ordine di Hernán Cortés il 22 aprile 1519 sulla piccola, omonima isola, vicino alle coste del Golfo del Messico, nell'attuale stato messicano di Veracruz.
La costruzione della fortezza iniziò verso il 1535 per proteggere l'isola dagli attacchi dei pirati, divenne così la miglior fortezza del Messico e venne infatti scelta come base per l'esercito spagnolo che dopo il 1821 cercò di riconquistare il Messico. Dopo il 1845 divenne base dell'esercito messicano, fu occupata dall'esercito statunitense durante la guerra messico-statunitense, divenne anche sede del governo federale per un breve periodo e ora è in parte occupata da un museo.